# فوهة ميلن

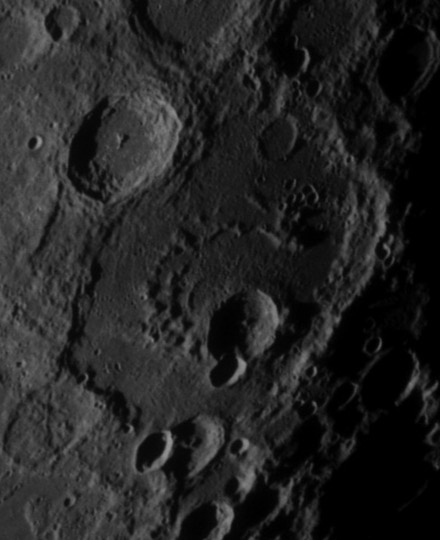
فوهة ميلن من بعثة أبولو 12

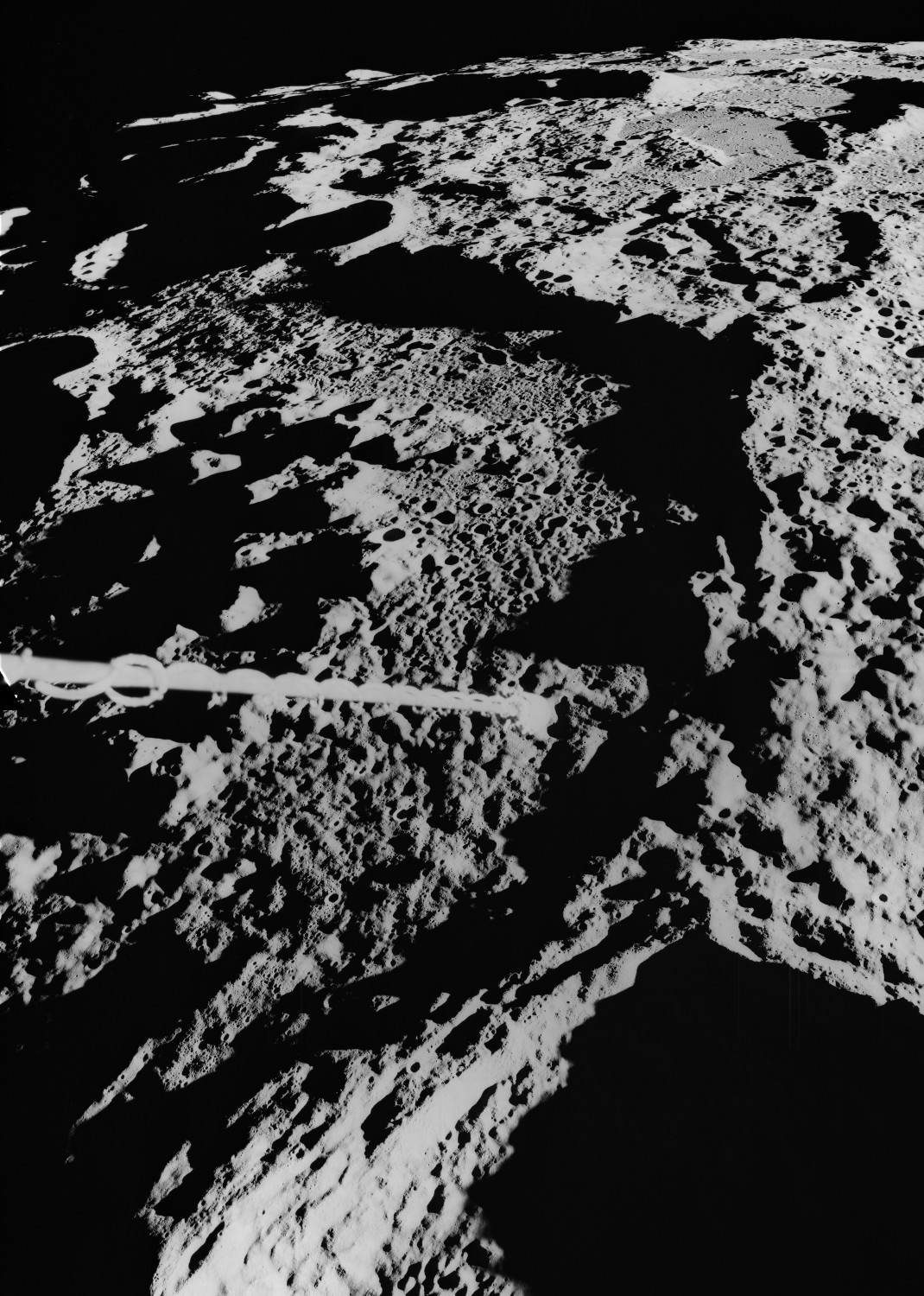
فوهة ميلن من بعثة أبولو 15

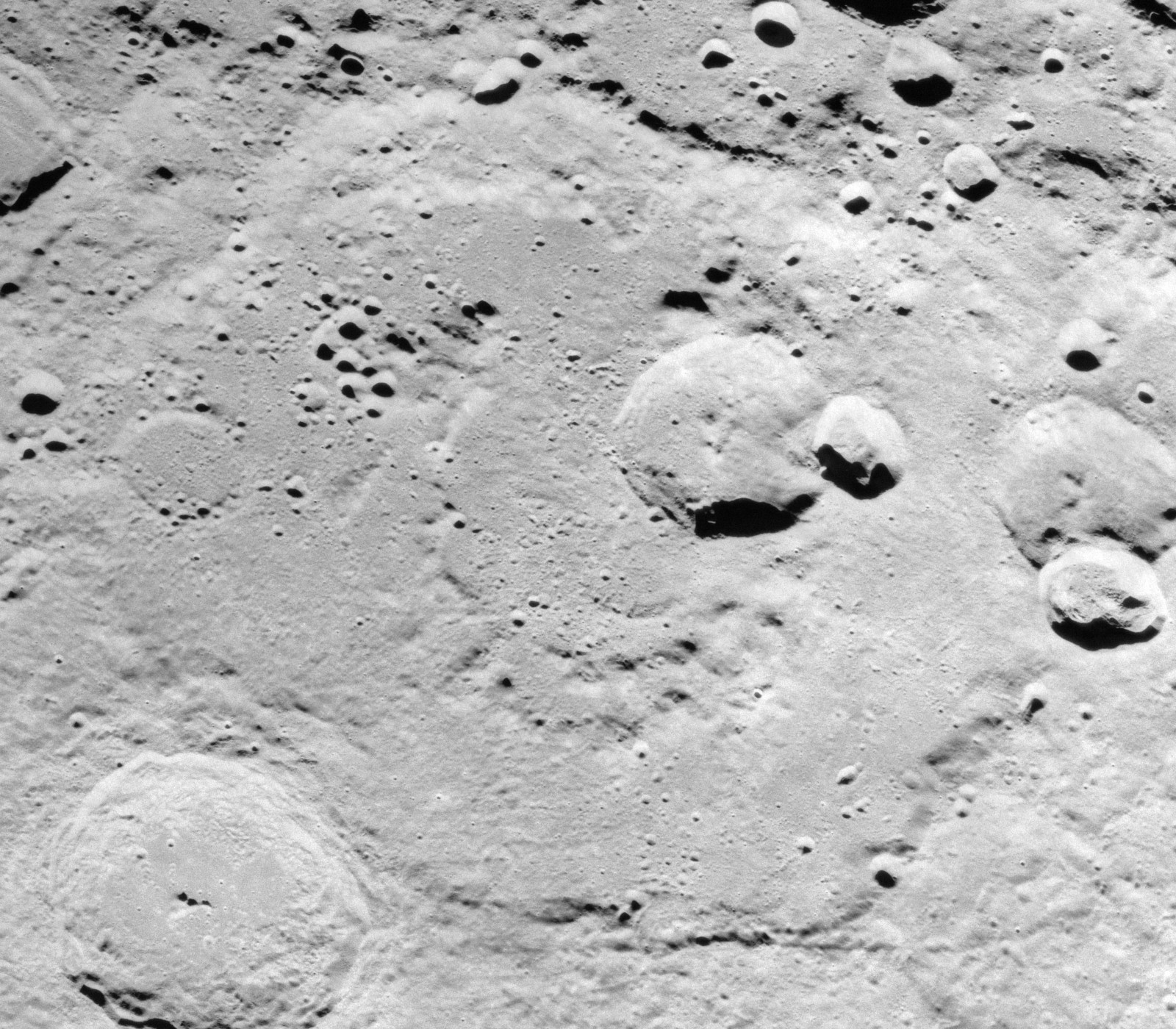
فوهة ميلن من بعثة أبولو 17

فوهة ميلن (31.4°S 112.2°W) فوهة صدمية ضخمة تقع في نصف الكرة الجنوبي من الجانب البعيد من سطح القمر. يحدها من الشمال فوهة ألدن، فوهة باركهورست من الغرب، سهل فيرمي وفوهتي سايبرل وماري أسترالي من الشمال الشرقي وبجركنيس من الجنوب وفوهة لوكاسمن الجنوب الشرقي.

## الوصف
تتميز كلا من الحواف الخارجية والداخلية بأنها متآكله بشكل كبير، تمت إعادة تشكيلها عبر الآف السنين تاركة بذلك خطوط غير منتظمة على الحواف. كما تتميز بنظامها الإشعاعي وهي مدرجة كجزء من نظام كوبرنيكوس.
السطح الداخلي للفوهة مسطح نسبيا على الرغم من وجود بعض التلال والفوهات الصغيرة أشهرها فوهة ميلن كيه التي تقع جنوب مركز الفوهة. تتراكب فوهة ميلن إل مع فوهة ميلن كيه مكونه بذلك مجموعة من الفوهات الصغيرة يبلغ عددها حوالي من 10–12 فوهة تشبة مجموعة العنب.
يبلغ قطر الفوهة 272 كم وعلى زاوية 252° من شروق الشمس، بينما لم يتم تحديد عمقها حتى الآن. تم تسمية الفوهة على اسم الفلكي والفيزيائي الإنجليزي إدوارد آرثر ميلن تكريما له على مجمل أعماله وتخليدا لذكراه.

## فوهات القمر الصناعي
لرسم خريطة مماثلة لفوهات القمر يتم وضح حروف على كل جانب من جوانب الفوهة ومركزها لكل حرف منهم دلاله معينة.
| ميلن | خط طول  | خط عرض   | القطر |
| ---- | ------- | -------- | ----- |
| K    | 32.5° S | 113.1° E | 65 كم |
| L    | 33.7° S | 112.7° E | 26 كم |
| M    | 35.7° S | 112.1° E | 54 كم |
| N    | 35.5° S | 110.8° E | 37 كم |
| P    | 37.1° S | 107.7° E | 95 كم |
| Q    | 34.3° S | 107.3° E | 75 كم |

## وصلات خارجية
- فوهات القمر
- "استكشاف القمر". معهد العلوم القمرية والكواكبيّة. مؤرشف من الأصل في 2012-02-18. اطلع عليه بتاريخ 2007-04-12.
- "أطالس القمر". معهد الدرسات القمرية والكواكبيّة. مؤرشف من الأصل في 2011-12-18. اطلع عليه بتاريخ 2007-04-12.
- آيشليمان، ر. "خرائط القمر". خرائط وروسومات لأسطح الكواكب. مؤرشف من الأصل في 2019-08-18. اطلع عليه بتاريخ 2007-04-12. خرائط ومناظر شاملة في مواقع هبوط أبولو.